# Smicridea inarmata
Smicridea inarmata är en nattsländeart som beskrevs av Oliver S. Flint Jr. 1974. Smicridea inarmata ingår i släktet Smicridea och familjen ryssjenattsländor. Inga underarter finns listade i Catalogue of Life.